# Предел длительной прочности
Пределом длительной прочности называется напряжение, подсчитанное по первоначальной площади сечения образца, при котором происходит разрушение образца при данной температуре через заранее заданный промежуток времени. Этот промежуток времени называется базой испытания.
База испытания назначается исходя из срока службы детали, и колеблется от нескольких часов до нескольких лет. Металлы, применяемые в авиационных двигателях и конструкциях, подвергаются обычно кратковременным испытаниям на базе порядка 100—200 ч. Предел длительной прочности на базе 100 ч обозначается через σ100. С увеличением температуры и базы испытания предел длительной прочности, естественно, уменьшается.